# Soane Lilo Foliaki
Soane Lilo Foliaki SM (* 18. April 1933 in Maʻufanga; † 24. Dezember 2013 in Nukuʻalofa) war Bischof von Tonga.

## Leben
Soane Lilo Foliaki trat der Ordensgemeinschaft der Maristenpatres bei und empfing am 21. Juli 1955 die Priesterweihe.
Papst Johannes Paul II. ernannte ihn am 10. Juni 1994 zum Bischof von Tonga. Der Apostolische Pro-Nuntius in Fidschi und Apostolische Nuntius in Neuseeland und Nauru, Thomas A. White, spendete ihm am 23. Juni desselben Jahres die Bischofsweihe; Mitkonsekratoren waren Petero Mataca, Erzbischof von Suva, und Max Takuira Matthew Mariu SM, Weihbischof in Hamilton in Neuseeland.
Am 18. April 2008 nahm Papst Benedikt XVI. seinen altersbedingten Rücktritt an.